# Cámara de Representantes de Chipre
El Parlamento de Chipre (en griego: Βουλή των Αντιπροσώπων; Vouli ton Antiprosópon; en turco: Temsilciler Meclisi) es el órgano unicameral, que ostenta el poder legislativo de la República de Chipre. Cuenta de iure con 80 asientos: 56 por la comunidad grecochipriota y 24 por la comunidad turcochipriota, además de 3 representantes observadores de las minorías armenia, latina y maronitas. Sin embargo los asientos de la comunidad turcochipriota están vacantes desde 1964, provocando que el Parlamento tenga de facto 56 asientos.
Las elecciones generales deben celebrarse en el segundo domingo del mes inmediatamente anterior al mes en el que expira el mandato de la Cámara cesante. La Cámara cesante continúa el ejercicio de sus funciones hasta que la Cámara electa toma posesión, pero en ese período la Cámara cesante no puede legislar ni tomar decisiones, excepto en circunstancias imprevistas de carácter urgente y excepcional. 
La Cámara puede disolverse por decisión propia antes de que su mandato concluya. Cuando así lo decida, deberá especificar la fecha de las elecciones generales, que no podrán celebrarse antes de 30 ni después de 40 días después de la decisión. En caso de que la Cámara se disolviera debe también especificar la fecha del primer pleno de la nueva Cámara que se ha de elegir, que no podrá celebrarse más allá de quince días tras las elecciones generales.
Según el artículo 62(1) de la Constitución, el número de parlamentarios es de 50. De estos, 35 son elegidos por la comunidad grecochipriota y 15 por la comunidad turcochipriota.  Sin embargo, desde 1964 no han asistido los turcochipriotas a la Cámara ni se han celebrado en la comunidad turcochipriota elecciones acordes a la Constitución de la República.  A pesar de esta anomalía, la Cámara ha mantenido vacantes los escaños correspondientes a la comunidad turcochipriota y estos escaños siguen a disposición de la comunidad si los diputados de la comunidad turcochipriota se eligen de acuerdo con las previsiones constitucionales.[cita requerida]
Sin embargo, para favorecer el funcionamiento de la Cámara de Representantes y en especial el de sus comisiones, la Cámara decidió en julio de 1985 adoptar la ley 124, mediante la cual el número de escaños subía a 80. De ellos, 56 representantes (70%) eran elegidos por la comunidad grecochipriota y 24 (30%) por la comunidad turcochipriota, según el artículo 62(2) de la Constitución.

## Escaños por distrito
La ley electoral actual determina el reparto de escaños mediante un sistema de representación proporcional simple. El número de escaños de cada circunscripción se determina por una ley en la que las circunscripciones se corresponden con los distritos administrativos. La distribución de escaños para la comunidad grecochipriota es la siguiente: 
| Distritos | Escaños |
| --------- | ------- |
| Nicosia   | 20      |
| Limasol   | 12      |
| Famagusta | 11      |
| Lárnaca   | 6       |
| Pafos     | 4       |
| Kyrenia   | 3       |
| Total:    | 56      |

## Lista de presidentes de la Cámara
- Gláfkos Klirídis agosto de 1960 - 22 de julio de 1976
- Tássos Papadópoulos 22 de julio de 1976 - 20 de septiembre de 1976
- Spýros Kyprianoú 20 de septiembre de 1976 - septiembre de 1977
- Alekos Michailidis septiembre de 1977 - 4 de junio de 1981
- George Ladas 4 de junio de 1981 - 30 de diciembre de 1985
- Vassos Lyssaridis 30 de diciembre de 1985 - 30 de mayo de 1991
- Alexis Galanos 30 de mayo de 1991 - 6 de junio de 1996
- Spýros Kyprianoú 6 de junio de 1996 - 7 de junio de 2001
- Dimítris Christófias 7 de junio de 2001 - 28 de febrero de 2008
- Marios Karoyian 7 de marzo de 2008 - 2 de junio de 2011
- Yiannakis Omirou 2 de junio de 2011 - 2 de junio de 2016
- Demetris Syllouris 2 de junio de 2016 - 15 de octubre de 2020
- Adamos Adamou 23 de octubre de 2020 - 10 de junio de 2021
- Annita Demetriou 10 de junio de 2021 - presente